# Воля (Липецкая область)
Во́ля — деревня Верхнематрёнского сельсовета Добринского района Липецкой области. Стоит на правом берегу притока реки Плавицы.
Возникла в конце 1910-х — начале 1920-х годов. Согласно данным переписи населения, в 1926 году здесь проживали 147 человек. В 1932 году это был посёлок. Позднее стал деревней.
В названии отражена воля (свобода), которую принесла крестьянам Октябрьская революция .

## Население
| 2010 |
| ---- |
| 6    |